# Leżnica
Leżnica – struga w woj. zachodniopomorskim, w gminie Sławoborze; prawobrzeżny dopływ Mołstowy o długości ok. 2,3 km.
Struga ma swoje źródła na północ od Międzyrzecza, skąd biegnie na południowy zachód. Następnie płynąc na zachód wpada do rzeki Mołstowy od prawego brzegu.
Nazwę Leżnica wprowadzono urzędowo w 1949 roku, zastępując poprzednią niemiecką nazwę strugi – Riege.